# Hogeschool van Arnhem en Nijmegen
Die Hogeschool van Arnhem en Nijmegen (deutsch Hochschule von Arnheim und Nijmegen) ist eine niederländische staatlich anerkannte Hochschule und vermittelt Bildung in den Bereichen Wirtschaft und Unternehmensmanagement, Technik, Bauwesen, Informatik und Kommunikation, Bildung, Sozialwesen und Gesundheitswesen. Es gibt sowohl in Arnhem als in Nijmegen einen Campus. Es werden zurzeit 63 Bachelor- und 21 Master-Ausbildungsgänge in den Sprachen Englisch, Deutsch und Niederländisch angeboten.

## Internationale Ausrichtung

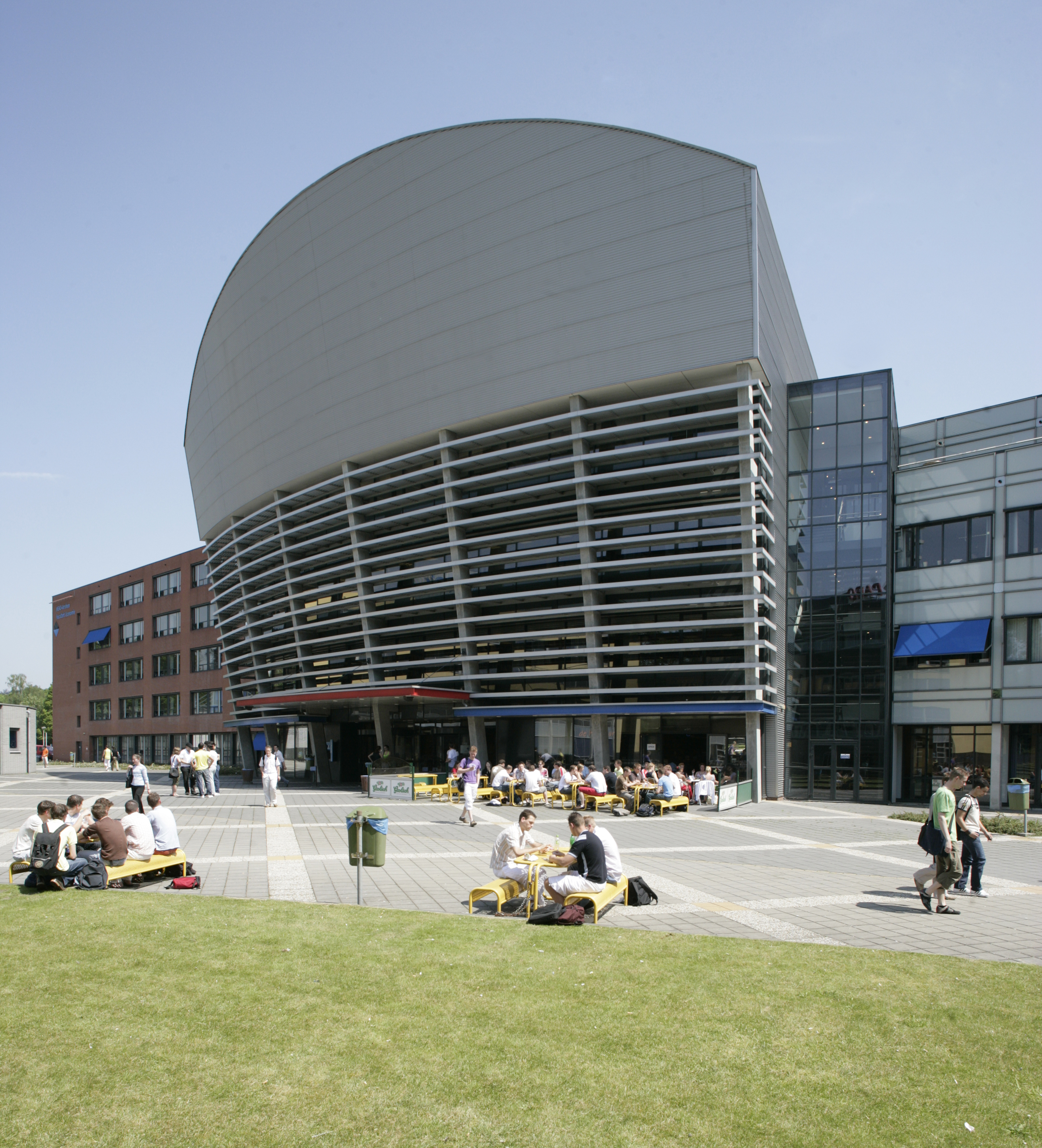
HAN campus in Arnhem

Aushängeschild der Hochschule ist die Arnhem Business School mit dem Studiengang International Business Management Studies (IBMS). Die Arnhem Business School (ABS) ist die internationale Abteilung der Fakultät für Wirtschaft und Management. An der ABS studieren zurzeit über 600 Studenten aus 20 Staaten. Vorlesungssprache ist Englisch.
Die ABS hat weltweit Vereinbarungen mit über 80 Partnerinstituten geschlossen. Die Kooperationsvereinbarungen umfassen den Austausch von Studenten und Mitarbeitern, gemeinsame Forschung und die Entwicklung alltäglicher Projekte und Studienarbeitsprogramme.
Der Studiengang International Business Management Studies (IBMS) wurde von der Vereinigung Keuzegids Hoger Onderwijs als bester IBMS Studiengang der Niederlande bestätigt.
Eine Besonderheit des IBMS-Studienganges bietet das integrierte Auslandssemester bzw. die Möglichkeit eines Doppel-Diplomabschlusses an einer der Partneruniversitäten im europäischen Ausland.

“Since a limited number of double degree places is available, competition is fierce. Students who are selected for a double degree programme spend an extra semester at the partner university and on successful completion of their double degree and their ABS programme, are awarded two qualifications – a major advantage for an international career.”

So bietet zum Beispiel die HAN jedes Jahr zwei Studenten die Möglichkeit, an der renommierten Universidad de Deusto an einem Doppel-Diplomprogramm teilzunehmen und neben dem Bachelor of Business Administration auch den Grad Licenciado, das Äquivalent zu dem deutschen Diplomgrad Univ. zu erwerben.

## Fakultäten, Institutionstyp und Abschlüsse

### Fakultäten
- Fakultät Wirtschaft und Management (Economie en Management)
- Fakultät Technik (Techniek)
- Fakultät Pädagogik (Educatie)
- Fakultät Gesundheits- und Sozialwesen (Gezondheid, Gedrag en Maatschappij)

### Institutionstyp
Laut Anabin entspricht die Hogeschool van Arnhem en Nijmegen dem Institutionstyp H+. 

„Die Institutionen dieses Typs sind im jeweiligen Herkunftsland in maßgeblicher Weise als Hochschulen anerkannt (akkreditiert, attestiert u.a.) und ausgehend davon in Deutschland als Hochschulen anzusehen.“

### Abschlüsse
Die folgenden klassifizierten Abschlüsse werden verliehen, wobei alle als Bakkalaureus/Bachelor verliehen werden. Hierbei ist der Bachelor das Äquivalent zu dem deutschen Diplomgrad (FH), mit einer typischen Studiendauer von vier Jahren.
Weiterhin besteht die Möglichkeit, im Verbund mit der Universidad de Deusto, den Grad Liecenciado, das Äquivalent zu dem deutschen Diplomgrad Univ. zu erwerben.
- getuigschrift HBO – accountancy (HBO-Abschluss – Buchführung)
- getuigschrift HBO – autotechniek (HBO-Abschluss – Kraftfahrzeugtechnik)
- Licenciado en Administración y Dirección de Empresas (Lizentiat der Betriebsverwaltung und -leitung)
- getuigschrift HBO – bouwkunde (Hochschulabschluss – Bauingenieurwesen)
- getuigschrift HBO – chemie (HBO-Abschluss – Verfahrenstechnik)
- getuigschrift HBO – civiele techniek (Hochschulabschluss – Bauingenieurwesen (Tiefbau))
- getuigschrift HBO – commerciële economie (kein vergleichbarer dt. Abschluss)
- getuigschrift HBO – communicatiesystemen (kein vergleichbarer dt. Abschluss)
- getuigschrift HBO – creatieve therapie (Hochschulabschluss-Kreativtherapie)
- getuigschrift HBO – culturele en maatschappelijke vorming (HBO – Abschluss – Sozialwesen)
- getuigschrift HBO – economisch – linguistische opleiding (HBO-Abschluss – Weltwirtschaftssprachen)
- getuigschrift HBO – elektrotechniek (HBO – Abschluss – Elektrotechnik)
- getuigschrift HBO – fiscale economie (Hochschulabschluss – Finanzwirtschaft)
- getuigschrift HBO – fysiotherapie (Hochschulabschluss – Physiotherapie)
- getuigschrift HBO – hogere informatica (kein vergleichbarer dt. Abschluss)
- getuigschrift HBO – informatica en informatiekunde (Hochschulabschluss – Informatik und Informationswissenschaft)
- getuigschrift HBO – International Business and Management Studies (HBO – Abschluss – International Business and Management Studies)
- getuigschrift HBO – kader in de gezondheidszorg, opleiding van (kein vergleichbarer dt. Abschluss)
- getuigschrift HBO – leraar basisonderwijs (Hochschulabschluss – Primarschullehrer)
- getuigschrift HBO – leraar voortgezet onderwijs (Hochschulabschluss – Sekundarschullehrer)
- getuigschrift HBO – logistiek en economie (Hochschulabschluss – Logistik und Wirtschaft)
- getuigschrift HBO – logopedie (Hochschulabschluss – Logopädie)
- getuigschrift HBO – maatschappelijk werk en dienstverlening (Hochschulabschluss – Sozialarbeit)
- getuigschrift HBO – management, economie en recht (kein vergleichbarer dt. Abschluss)
- getuigschrift HBO – opleiding mondhygienist (HBO – Dentalhygieniker)
- getuigschrift HBO – opleiding tot verpleegkundige (HBO – Krankenpflege)
- getuigschrift HBO – pedagogiek bc. (Abschluss des HBO – Pädagogik)
- getuigschrift HBO – personeel en arbeid (Hochschulabschluss – Personalwesen)
- getuigschrift HBO – small business (Abschluss des HBO – Kleinbetriebe)
- getuigschrift HBO – sociaal-pedagogische hulpverlening (Abschluss des HBO – Sozialpädagogik)
- getuigschrift HBO – toegepaste psychologie (Abschluss des HBO – angewandte Psychologie)
- getuigschrift HBO – voeding en dietetiek (Abschluss des HBO – Ernährung und Diätlehre)
- getuigschrift HBO – werktuigbouwkunde (Abschluss des HBO – Maschinenbau)